# Будинок Георгія Пулевського (Галичник)
Будинок Георгія Пулевського (мак. Куќа на Ѓорѓија Пулевски) — історичний будинок у селі Галичник, який зареєстрований як культурна спадщина Македонії. Це місце народження македонського письменника, лексикографа, історика та полководця Георгія Пулевського. У 1956 році будинок перетворений на «Меморіальний музей Георгія Пулевського» і знаходиться під юрисдикцією Музею Македонії. 

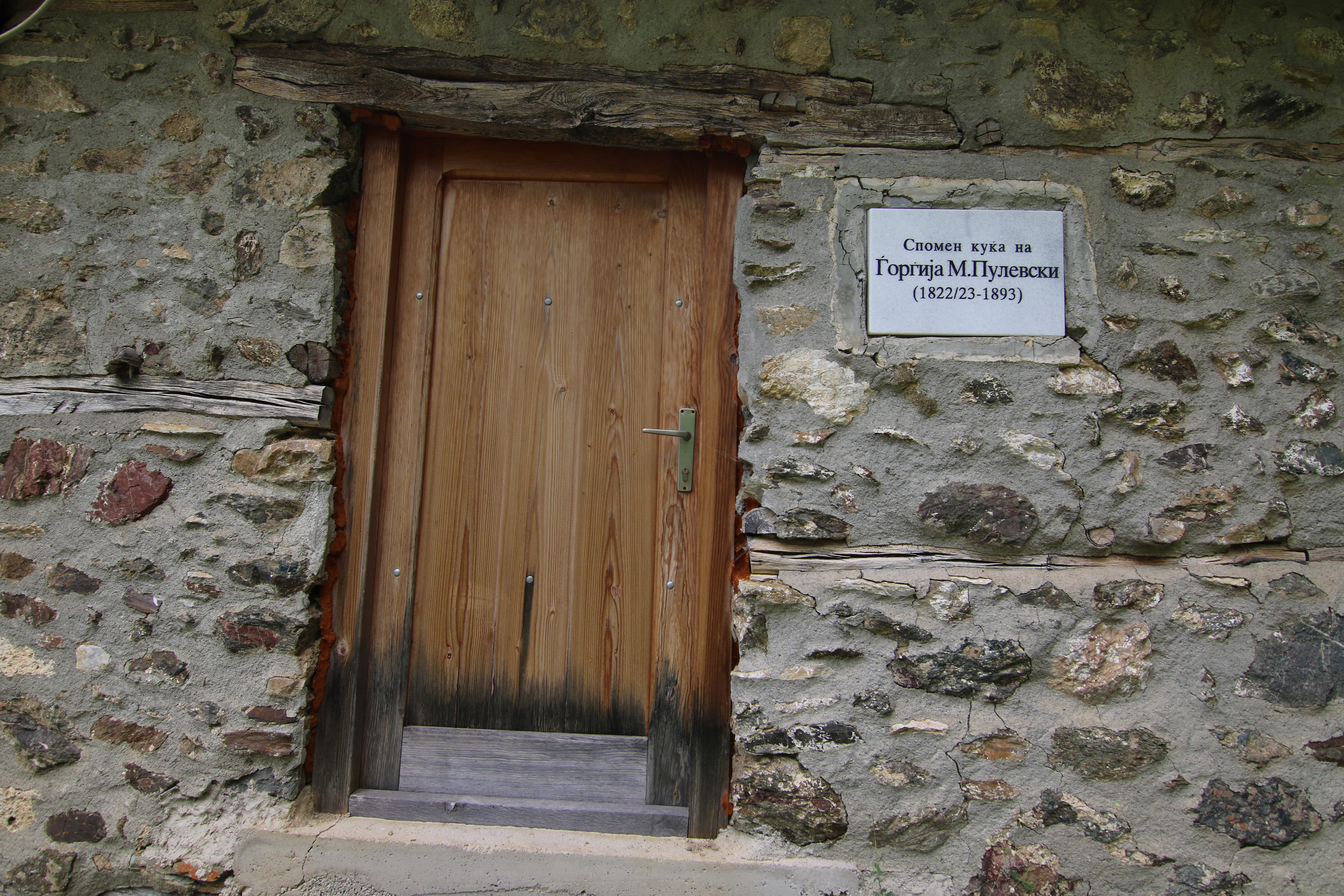
Вхідні двері будинку.

## Зовнішні посилання
- Офіційний сайт Музею Македонії [Архівовано 7 квітня 2022 у Wayback Machine.]
- Кіпровський: будинок-музей Георгія Пулевського знаходиться в Галичику, але він також закритий // fakulteti.mk